# Crotaphopeltis barotseensis
Crotaphopeltis barotseensis är en ormart som beskrevs av Broadley 1968. Crotaphopeltis barotseensis ingår i släktet Crotaphopeltis och familjen snokar. Inga underarter finns listade i Catalogue of Life.
Arten förekommer i Zambia, Botswana och Angola. Honor lägger ägg.